# Marche ou crève (film)
Pour les articles homonymes, voir Marche ou crève.
Pour plus de détails, voir Fiche technique et Distribution.
Marche ou crève est un film français réalisé par Georges Lautner en 1959, sorti en 1960.

## Résumé
Stefan, qui a appartenu naguère aux services secrets et qui aspire à une vie tranquille à l'ombre des corons, voit réapparaitre Milan, un ancien collègue. Il va falloir assumer dans le Limbourg, puis à Amsterdam, une ténébreuse affaire de documents qui intéressent aussi Lenzi, son ancien chef, maintenant à son compte. Une femme aux yeux troublants, Edith, se trouve également sur la route. Stefan, lancé malgré lui à corps perdu dans la bagarre, aura le dessus. Il peut ainsi retrouver Denise, son épouse chérie et ses chers puits de mines.

## Fiche technique
- Titre : Marche ou crève
- Réalisation : Georges Lautner
- Scénario : d'après le roman de Jack Murray Otages (éditions Fleuve-Noir/collection Espionnage N° 139, 1957))
- Adaptation : Pierre Laroche, Georges Lautner
- Dialogues : Pierre Laroche
- Assistants réalisateurs : 1) Claude Vital, 2) John Sleghers
- Images : René Colas, Roger Fellous
- Cameraman : Willy Kurant
- Assistant-opérateur : Loulou Pastier
- Son : Pierre-Henri Goumy
- Décors : Louis Le Barbenchon
- Costumes : Simone Perrier
- Montage : Michelle David, assistée de Dominique Le Forestier
- Musique : Georges Delerue (éditions musicales Impéria)
- Thème du limonaire de Joss Van Weeren et J. Portengen - Marche de Nieuw Eisden d'Edouard Demandt par la fanfare d'Eisden
- Maquillage : Serge Groffe
- Photographe de plateau : Poupette Lévy
- Script-girl : Madeleine Lefèvre
- Régisseur : Daniel Zerki, Camille de Bruyne
- Production : Inter-Production (Paris), Compagnie Lyonnaise de Cinéma (Lyon), Films de la Bourdonnaye (Paris, , Belga-Films (Bruxelles)
- Producteurs : Henri Giraud, Georges Lautner, Luc Hemelaer
- Directeur de production : Maurice Juven
- Distribution : Les Films Jacques Leitienne (France), Belga Films (Belgique), Warner Bros. (Italie), Cinexport (ventes internationales)
- Les robes de J. Mayniel sont de la maison Jacques Esterel
- Pellicule 35 mm (positif et négatif), noir et blanc, son mono
- Objectifs à foyer variable zoom Angénieux
- Tournage dans les studios "Franstudio" de Joinville du 12 octobre au 24 novembre 1959, et en extérieurs, dans le Nord-Pas-de-Calais, dans le Limbourg (Belgique) et à Amsterdam (Pays-Bas)
- Enregistrement Marignan, Poste Parisien - Laboratoire Eclair, Compagnie Lyonnaise de Cinéma
- Durée : 100 min
- Genre : Espionnage, thriller
- Date de sortie : 15 avril 1960
- Sortie DVD en France : 6 septembre 2005
- Visa d'exploitation : N° 22661, délivré le 25 mars 1960
- Affiche : Guy-Gérard Noël (France)

## Distribution
- Bernard Blier : Lenzi, ancien chef des services secrets qui travaille à présent pour son compte
- Jacques Riberolles : Stefan Borba, ancien agent des services secrets devenu mineur dans le Limbourg
- Daniel Sorano : Milan, ancien agent des services secrets qui reparaît dans la vie de Stefan
- Juliette Mayniel : Edith, une jeune aventurière qui sait user de ses charmes
- Gisèle Sandré : Denise Borba, la femme de Stefan enlevée par Milan
- Monique Delannoy : Claire
- Jacques Chabassol : Emile
- Roger Dutoit : Ansaldo
- Michel Berteau : Le commissaire Denain
- Michel Nastorg : Meyer
- Kim : Un homme de Meyer
- Henri Cogan : Kasper
- Georges Lautner : L'indicateur ( Caméo )
- Guy Dakar
- Jacques Philippet
- Paul Roland
- Maurice Sévenant
- Jacques Peira
- Nicolas Vogel
- Jean-Daniel Ehrmann